# Glyptothorax major
Glyptothorax major és una espècie de peix de la família dels sisòrids i de l'ordre dels siluriformes.

## Morfologia
Els mascles poden assolir els 14,4 cm de llargària total.

## Distribució geogràfica
Es troba a la conca del riu Mekong, Malàisia i Borneo.